# Up in Arms
Up in Arms ist eine US-amerikanische Militär- und Musikfilm-Komödie von Elliott Nugent aus dem Jahre 1944 mit Danny Kaye in der Hauptrolle. Es war sein erster abendfüllender Spielfilm. Die Produktion übernahm Samuel Goldwyn, der für Kayes Karrierestart als Filmkomiker von eminenter Bedeutung sein sollte und der Kaye bis 1952 regelmäßig für seine Produktionen verpflichtete.

## Handlung
Danny Weems, ein ausgesprochener Hypochonder, verdient sich seinen Lebensunterhalt als Fahrstuhlführer im Medical Building von Manhattan. Regelmäßig konsultiert er mit seinen eingebildeten Krankheiten die im Gebäude ansässigen Ärzte und treibt diese mit seinen eingebildeten Wehwehchen allmählich in den Wahnsinn. Selbst Mitpatienten verschont Danny nicht und steckt diese mit seinen Laien-Diagnosen an. Der Dauergast in den Wartezimmern erregt seit einiger Zeit die Aufmerksamkeit von Krankenschwester Virginia Merrill, die recht bald Gefallen an dem verschrobenen, komischen Kauz findet. Der aber hat nur Augen für eine andere Krankenschwester namens Mary Morgan, die ihn jedoch lediglich platonisch mag. Eines Abends gehen die drei gemeinsam aus, mit Dannys Zimmerkameraden Joe Nelson als zweite männliche Begleitung. Virginia versucht bei diesem Doppeldate noch einmal, bei Danny zu landen. Der aber muss erkennen, dass sein Schwarm Mary und Kumpel Joe ineinander verliebt sind.
Bald darauf werden Danny und Joe zur US-Armee eingezogen. Jetzt gerät Danny in Panik, denn das Armeeleben bedeutet in seinen Augen ständige Gefahr an Leib, Leben und vor allem Gesundheit. Daher bittet Danny Joe, statt seiner zur Einberufungsbehörde zu gehen, doch dieser wurde selbst einberufen, sodass es für beide, dem Filmtitel entsprechend, demnächst heißt: Auf zu den Waffen. Monate später begegnen die beiden Männer den Krankenschwestern Virginia und Mary wieder, die ihren erlernten Job, nunmehr in Militäruniform, ebenfalls dort verrichten und die es als Lieutenants zu Dannys und Joes Bataillon verschlagen hat. Aufgrund ihrer unterschiedlichen Dienstränge und eines Fraternisierungsverbotes zwischen den Geschlechtern haben die beiden Männer nur wenig Gelegenheit, sich mit den beiden jungen Frauen zu unterhalten. Blackie und Butterball, zwei andere Soldaten, beginnen, nachdem sie von Dannys Hypochondrie erfahren haben, ihn damit aufzuziehen. Joe greift ein und legt sich mit den beiden Kumpels an. Es kommt zu einer handfesten Schlägerei, die erst durch die Aufforderung beendet wird, dass sich alle Soldaten der Einheit in 30 Minuten bereithalten müssen, da das Bataillon zu einem US-Stützpunkt im Südpazifik verlegt werde.
Danny läuft durch die Militärbasis, um Mary, die im Gegensatz zu Virginia nicht mitreisen soll, noch schnell Lebewohl zu sagen. Durch unvorhersehbare Umstände muss sie sich jedoch in einem Versorgungslaster verstecken, der ebenfalls auf das demnächst ablegende Schiff gehievt wird. Auf hoher See verkleidet sich Mary daraufhin als männlicher Offizier, um nicht entdeckt zu werden und Ärger zu bekommen. Danny und Joe haben vor, sie ins Quartier der anderen Krankenschwestern zu schmuggeln. Um die Soldaten abzulenken, gibt Danny eine Gesangseinlage, doch Mary schafft nur die halbe Strecke zu dem Frauenquartier und muss sich verstecken. In der darauffolgenden Nacht versucht Danny, sie den Rest des Weges zu geleiten, doch man verirrt sich und landet prompt in der Kabine des Führungsoffiziers Colonel Ashley. Ashley sieht die beiden Eindringlinge zwar, doch ehe er noch etwas sagen kann, haben sich Mary und Danny verdrückt und sich zurück zur Mannschaftsunterkunft von Dannys Kameraden begeben. Hier versteckt sich Mary unter Dannys Bett. Mit einem Trick kann Danny seine Kameraden davon überzeugen, die Kojen und die Unterkünfte zu verlassen, sodass nur noch er, Mary und Joe zurückbleiben. Danny muss mit ansehen, wie Mary in die Arme ihres Liebsten Joe flieht. Nun sind alle Illusionen, die er je bezüglich sich und Mary besessen hatte, im Nu zerstoben.
Am folgenden Tag ist Danny und sein angebliches Techtelmechtel mit einer unbekannten, hier an Bord befindlichen Frau der Klatsch des Tages unter den Soldaten. Danny, aufgrund seiner verlorenen Liebe am Boden zerstört, geht zu seinem Vorgesetzten Colonel Ashley und gesteht ihm die wahren Vorgänge. Der sieht keinen anderen Ausweg, als Danny, der sich weigert zu sagen, um wen es sich bei der nicht identifizierten Frau gehandelt habe, vors Kriegsgericht zu stellen und sperrt ihn auf dem Schiff erst einmal weg. Nun ist der Moment gekommen, in dem Virginia Danny zeigen kann, wie sehr sie ihn liebt. Sie stellt sich dem Vorgesetzten und behauptet, sie sei diejenige Frau gewesen. Ihre Begründung für die Vorgänge erscheint glaubhaft, und so entlässt Colonel Ashley beide jungen Leute aus der Haft. Danny, der nun allmählich begreift, was er an Virginia hat, borgt sich ungefragt von Blackie dessen Plattenspieler und spielt eine Platte ab, die er damals an Land auf dem Rummel mit seinen Freunden aufgenommen hatte. Blackie erwischt ihn dabei und schlägt Danny nieder, der, noch halb im Delirium, als er von Virginia träumt, Ashley gesteht, dass er Mary auf das Schiff geschmuggelt habe. Auf der Militärbasis angekommen, wird Danny an Land sofort festgenommen und eingesperrt.
Bald aber kommt es zu Kampfhandlungen mit japanischen Soldaten, die Danny prompt entführen und diese „Kriegsbeute“ ihrem General vorführen. Danny kann den Befehlshaber überwältigen, stiehlt dessen Uniform und befehligt eine Reihe von besonders trotteligen Japanern, ihm zu folgen. Man landet in einer Grube, wo die Kriegsgegner von Dannys amerikanischen Soldatenkameraden gefangen gesetzt werden. Plötzlich feiern Danny alle als großen Helden, und er kann endlich die richtige Frau, seine Virginia, in die Arme schließen.

## Produktionsnotizen, Premiere
With Flying Colors war der Arbeitstitel von Up in Arms. Die Dreharbeiten zogen sich von Ende Juni bis Ende September 1943 hin. Weltpremiere war am 17. Februar 1944 in der Radio City Music Hall von New York. Eine deutsche Aufführung hat es nicht gegeben.
Don Hartman übernahm die Produktionsleitung. Perry Ferguson gestaltete die Filmbauten, Howard Bristol war Ausstatter, Miles White entwarf die Kostüme. Ray Heindorf arrangierte die von Louis Forbes komponierte Musik.
Forbes’ und Heindorfs Komposition erhielt 1945 ebenso eine Oscar-Nominierung wie das von Harold Arlen (Musik) und Ted Koehler (Libretto) verfasste Lied Now I Know. Es tanzen die Goldwyn Girls.

## Kritiken
Bosley Crowther lobte in der New-York Times-Ausgabe vom 3. März 1944 vor allem Dinah Shores Leistungen („Miss Shore’s connection with the picture is incidental at best“) und erinnerte daran, dass all die Perfektionen Kayes, die man von der Bühne her kenne, aber auch einige seiner Unzulänglichkeiten in diesem Kinoerstling wiederholt würden. Sein Fazit: „Mr. Kaye schlägt sich durch diese Geschichte mit einem Maximum an Vitalität: Er lärmt, glotzt, transpiriert, grimassiert und bekommt Wutanfälle.“
Im New York Daily Mirror konnte man nahezu zeitgleich lesen: „Nichts, seitdem sich Greta Garbo verbeugt hat, war etwas so phantastisch wie der unnachahmliche Danny, einer der erheiterndsten und spontansten Persönlichkeiten der Filmgeschichte.“
Der Movie & Video Guide konstatierte: „Dannys erster abendfüllender Film … funktioniert nicht so richtig gut, der Hauptaktivposten ist die lebhafte Dinah Shore.“
Halliwell’s Film Guide befand: „Lockeres, generell  angenehmes Vorstellungsvehikel für Danny Kaye“.
Kay Wenigers Das große Personenlexikon des Films erinnerte in der Biografie des Hauptdarstellers: „Mit diesem Film wurde der quirlige Komiker Danny Kaye groß herausgebracht.“